# Treading Water (Lied)
Treading Water ist ein Lied des britischen Singer-Songwriters Alex Clare. Es wurde erstmals am 27. Mai 2011 veröffentlicht und ist Clares zweite Single, die sich in den Charts platzieren konnte. Der Song, der den Genres Drum & Bass und Soul zugeordnet werden kann, erschien bei Island Records, wurde von Jarrad Rogers, Francis White und Alex Clare geschrieben und von Mike Spencer produziert.

## Inhalt
Im Text geht es um Clare, der von einer Frau singt, die er haben könnte, die aber möglicherweise doch eher eine Möglichkeit ist, sich selber kaputtzumachen. Er glaubt nicht daran, es mit ihr durchzustehen, und singt, dass er die Chance doch nur wieder verbocken würde. Er erklärt ihr im ganzen Lied, dass er sich nicht ändern könne.

## Musikvideo
Das offizielle Musikvideo wurde auf YouTube erstmals am 3. Juni 2011 auf seinem Vevo-Channel publiziert, sechs Tage später auch auf seinem eigenen.
Im Video sieht man Alex Clare neben seiner Freundin in einem Auto sitzen, das in einem Parkhaus steht. Sie steigt aus und läuft weg, während er im Auto weitersingt. Nach dem zweiten Refrain fängt es im Auto zu regnen an, bis der Regen am Ende des Videos das ganze Auto überschwemmt hat und das Wasser die Türen aufbricht. Das Video, das auf YouTube insgesamt über 4.500.000 Aufrufe hat, wurde von Sam Pilling gedreht und von Pulse Films produziert.

## Rezeption

### Charts
Obwohl Treading Water bei weitem nicht so kommerziell erfolgreich wie der Vorgänger Too Close war, erreichte der Track Platz 59 der deutschen Charts. Insgesamt blieb man 10 Wochen in den Top 100.

### Kritik
Adrian Burgess von themusicalview vergab 4,5 von fünf möglichen Sternen und meinte, dass die „bärtige Brillanz“ von den Fans James Blakes Unterstützung bekommen würde, indem sie ein Genre in eine neue Dimension mit Experten-Präzision und -Gelassenheit bringe.